# Boliviano (moneda de Bolivia de 1864)
El boliviano fue una moneda de Bolivia introducida en 1864. Era equivalente a ocho soles o la mitad de un escudo en la moneda antigua. Inicialmente, se subdividía en 100 centésimos pero esto fue alterado para centavos en 1870. El nombre de bolívar fue utilizado por un importe de diez bolivianos.

## Historia
El boliviano se fijó inicialmente a una cotización de 1 boliviano = 5 francos franceses. El 31 de diciembre de 1908, la moneda fue puesto en un nuevo estándar de oro, con 12½ bolivianos = 1 libra esterlina.  A continuación sigue una serie de devaluaciones con respecto a la libra:[cita requerida]
| Fecha de introducción   | Tipo de cambio |
| ----------------------- | -------------- |
| 31 de diciembre de 1908 | 12.5x1         |
| 30 de julio de 1928     | 13.5x1         |
| Mayo de 1932            | 17x1           |
| 20 de febrero de 1933   | 20x1           |
| 1 de abril de 1936      | 50x1           |
| 14 de junio de 1936     | 80x1           |
| 29 de julio de 1937     | 120x1          |
| 20 de junio de 1938     | 141x1          |
| 5 de septiembre de 1939 | 160x1          |

En 1940, varios tipos de cambio al dólar estadounidense se establecieron (40 y 55 bolivianos = 1 dólar). Sin embargo, el boliviano siguió cayendo en valor. En 1963, fue reemplazado por el peso boliviano en una conversión de 1000 bolivianos a 1 peso boliviano.[cita requerida]

## Monedas
En 1864, las monedas de cobre eran las de 1 y 2 centésimos, y plata 1/20, 1/10. En 1870, se introdujo monedas de plata de 5, 10 y 20 centavos. En 1883, cupro-níquel se introdujo en las monedas de 5 y 10 centavos. Debido a que estos fueron similares en tamaño a los de plata 10 y 20 centavos, algunos fueron perforadas oficialmente con un agujero central. Grandes monedas de 5 y 10 centavos se emitieron a partir de 1892. Los 50 centavos por última vez fueron acuñadas en 1879, mientras que las de 1 y 2 centavos por última vez en 1883.[cita requerida]
Los últimos 5 centavos fueron acuñados en 1935, mientras que, en 1937, se introdujeron 50 centavos, seguido en 1942 10 y 20 centavos de zinc y 50 centavos de bronce. Estos fueron los últimos números por debajo de 1 boliviano. En 1951, se emitieron monedas de bronce 1, 5 y 10 bolivianos.[cita requerida]

## Billetes
En 1867 en el gobierno de Mariano Melgarejo se creó el Banco Boliviano y este emitió billetes en denominaciones de 1, 5, 10, 20, 50 y 100 pesos fuertes, en mayo de 1872 se firmó un convenio en el que el Banco Boliviano cedía sus derechos al Banco Nacional de Bolivia, el Banco Nacional de Bolivia fue fundado en diciembre de 1871 y funcionaba en Bolivia y Chile, sus emisiones fueron de 1873 la primera que fue emitida en Antofagasta con la leyenda: Emisión del Litoral y contaba con denominaciones de 1, 5 y 10 bolivianos y la emisión de cobija en denominaciones de 1, 5 y 10 bolivianos a los cuales en 1875 se añadieron denominaciones de 20 y 40 centavos, la tercera emisión salió el año 1883 en denominaciones de 1, 5, 10, 20, 50 y 100 bolivianos y su cuarta emisión en 1892 en denominaciones de 1 y 5 y finalmente su última emisión en 1894 solo en el corte de 10 bolivianos.[cita requerida]
El Banco Potosí empezó a emitir billetes en 1887 en denominaciones de 1, 5, 10, 20, 50 y 100 bolivianos y en 1894 en denominaciones de 1 y 5 bolivianos. En 1893 el Banco de Francisco Argandoña emitió billetes en denominaciones de 5 y 10 bolivianos y en 1898 en denominaciones de 1, 5, 10, 20 y 50 bolivianos.[cita requerida]
El Banco del Comercio que solo funcionaba en el departamento de Oruro, en 1900 emitió billetes en denominaciones de 1, 5, 10, 20 y 50 bolivianos, siendo el mismo caso del Banco Industrial de La Paz que emitió Billetes en 1900 en denominaciones de 1, 5, 10, 20, 50 y 100 bolivianos.[cita requerida]
En 1906 en Banco Industrial emitió billetes en denominaciones de 1 y 5 bolivianos. En 1903 el Banco Agrícola emitió billetes en denominaciones de 1, 5, 10, 20, 50 y 100 bolivianos y finalmente en 1906 en Banco Mercantil, propiedad del magnate minero Simón I Patiño, emitió billetes en denominaciones de 1, 5, 10, 20, 50 y 100 bolivianos. En 1903, el Banco Tesoro introdujo billetes en denominaciones de 50 centavos, 1, 5, 10 y 20 bolivianos.[cita requerida]
En 1911, el Banco de la Nación Boliviana comenzó a emitir billetes, El primer número, en denominaciones de 1, 5, 10, 20, 50 y 100 bolivianos, fue sobre sellado en los billetes del Banco de Bolivia y Londres. Sus propios billetes salieron en tres emisiones, la primera solo fue de un solo billete en corte de un boliviano y contaba con una marca de agua con la imagen del dios griego Mercurio, su segunda emisión salió en denominaciones de 1, 5, 10, 20, 50 y 100 bolivianos y su tercera emisión en los mismos denominaciones pero con un ligero cambio en el diseño.[cita requerida]
En 1928, el Banco Central se hizo cargo de la emisión de papel moneda e inició con los billetes de la tercera emisión del Banco de la Nación Boliviana los cuales se sobre sellaron con la leyenda: BANCO CENTRAL DE BOLIVIA; sus primeros billetes fueron impresos en 1928 y contaron con tres emisiones la primera en denominaciones de 1, 5, 10, 20, 50 (reverso rojo y naranja), 100, 500 y 1000 bolivianos, pocos años después se achico el tamaño del billete de un boliviano pero se mantuvo sus colores siendo esta su segunda emisión, su tercera emisión contó con denominaciones de 1, 5, 10, 20, 50, 100, 500 y 1000 bolivianos con tamaño reducido pero con los mismos colores, en 1942 la inflación obligó a emitir billetes en denominaciones de 5000 y 10 000 bolivianos.[cita requerida]
En 1945 el gobierno de Gualberto Villarroel emitió billetes en denominaciones de 5, 10, 20, 50, 100, 500, 1000, 5000 y 10 000 bolivianos, en 1946 se cambió el diseño de los denominaciones de 100, 500, 1000, 5000 y 10 000 bolivianos pero se mantuvo los mismos colores para no confundir a la población.[cita requerida]
En 1951 y 1952 se sobresellaron los billetes de un boliviano de la tercera emisión de 1928 y los de 5 y 10 de 1945 con las leyendas: EMISIÓN DE 1951 y EMISIÓN DE 1952.[cita requerida]

## Multimedia

### Anverso
|                         |                         |                                           |                                           |
| 1 Boliviano 1877 y 1892 | 1 Boliviano 1877 y 1892 | 1 Boliviano 1902 y 100 Bolivianos en 1911 | 1 Boliviano 1902 y 100 Bolivianos en 1911 |

### Reverso
|                         |                         |                                |                                |
| 1 Boliviano 1877 y 1892 | 1 Boliviano 1877 y 1892 | 1 Boliviano 1902 y 100 en 1911 | 1 Boliviano 1902 y 100 en 1911 |

En Bolivia, la reforma monetaria se llevó a cabo en 1928 en la proporción de 1:1.
|                                               |                                               |                                                 |                                                 |
| Sobreimpresiones 1929, 1 y 5 bolivianos 1911. | Sobreimpresiones 1929, 1 y 5 bolivianos 1911. | Sobreimpresiones 1929, 10 y 50 bolivianos 1911. | Sobreimpresiones 1929, 10 y 50 bolivianos 1911. |